# Valquíria Dullius
Valquíria Carboni Dullius (nascida em 19 de agosto de 1994, em Porto Alegre, no Rio Grande do Sul) é uma jogadora brasileira de vôlei. Ela tem 1.88m de altura e joga na posição central. Em 2016, foi selecionada para estágio básico do Exército Brasileiro como atleta de alto rendimento, tendo recebido o posto de terceira sargenta da instituição. Atualmente joga pelo Osasco

## Clubes
| Clube                      | De               | Até       |
| -------------------------- | ---------------- | --------- |
| SOGIPA                     | 2003-2004        | 2009-2010 |
| ADC Bradesco               | 2010-2011        | 2012-2013 |
| Minas Tênis Clube          | dezembro de 2013 | 2015-2016 |
| Volei Bauru                | 2016-2017        | 2019-2020 |
| Rio de Janeiro Vôlei Clube | 2020-2021        | 2023-2024 |
| Osasco VC                  | 2024-2025        | ...       |

## Prêmios

### Equipe nacional[8][9]
- Campeonato Sul-Americano Sub-18
  - Vencedora: 2010.
- Copa Pan-Americana
  - Finalista: 2012.
- Copa Pan-Americana Sub 23
  - Finalista: 2012.
- Campeonato Sul-Americano
  - Vencedora: 2013.
- Campeonato Sul-Americano Sub-22
  - Vencedora: 2014.
- Campeonato Mundial Sub 23
  - Vencedora: 2015.
- Copa Brasil de Voleibol Feminino 2025

### Prêmios individuais
- Campeonato Mundial de Voleibol Sub-20 Feminino 2013: Melhores centrais.[10]
- Campeonato Sul-Americano de Voleibol Feminino Sub-22 de 2014: Melhores centrais.[11]